# Вальбревенна
Вальбревенна (итал. Valbrevenna) — коммуна в Италии, располагается в регионе Лигурия, в провинции Генуя.
Население составляет 786 человек (2008), плотность населения составляет 22 чел./км². Занимает площадь 35 км². Почтовый индекс — 16010. Телефонный код — 010.
Покровителем коммуны почитается святой архангел Михаил, празднование 29 сентября. В коммуне также особо почитается Пресвятая Богородица (Nostra Signora dell’Acqua), празднование в последнее воскресенье октября.

## Демография
Динамика населения:

## Администрация коммуны
- Официальный сайт: http://www.comune.valbrevenna.ge.it